# Asghar
Asghar (in alfabeto persiano: اصغر) è un nome proprio di persona persiano maschile.

## Origine e diffusione
Asghar è un nome di origine araba e significa "più piccolo"

## Persone
- Asghar Ali (1971), Giocatore di cricket emiratino
- Asghar Ali (1924) (1924–1979), Giocatore di cricket in India dal 1943 al 1949, e in Pakistan dal 1949 al 1957
- Ali Asghar Bazri, wrestler iraniano
- Asghar Ali Engineer, ingegnere civile indiano e figura religiosa
- Asghar Farhadi, regista e sceneggiatore iraniano
- Ali al-Asghar ibn Husayn,il figlio più giovane di Husayn ibn Ali
- Asghar Khan, pilota veterano dell'aviazione pachistana e politico
- Asghar Qadir, matematico e astronomo specializzato in cosmologia pachistano
- Asghar Afghan, giocatore di cricket afghano